# ISDN-Monitor
Ein ISDN-Monitor ist eine Software- oder Hardware-Komponente, die ein- und ausgehende Signalisierungsinformationen auf dem D-Kanal eines ISDN-Anschlusses überwacht und die ermittelten Signalisierungsdaten an eine Protokolleinheit (Journal) übermittelt. Software-basierte ISDN-Monitore nutzen in der Regel die CAPI-Schnittstelle, um die Signalisierungsdaten des D-Kanals zu lesen. Mit einigen Geräten ist auch das Abhören der auf den B-Kanälen übertragenen Nutzdaten möglich.

## Nutzung
ISDN-Monitore sind für nahezu alle im ISDN gebräuchlichen Schnittstellen (zum Beispiel S0, S2M, U-Schnittstellen) verfügbar.
Der ISDN-Monitor zeigt bereits vor dem Annehmen eines Anrufes an, wer der Anrufer ist. Dabei werden die Telefonnummer des Anrufers, sein Name (falls hinterlegt), die MSN-Nummer, Datum und Uhrzeit sowie die Rufbehandlung angezeigt. Es ist zudem möglich für eingehende Anrufe unterschiedliche Sounddateien abzuspielen zu lassen. Der Monitor enthält zudem die Möglichkeit, sich ein kleines Telefonbuch oder eine Telefonliste zu erstellen.
Die erfassten Daten werden in einer Textdatei gespeichert.